# Tristramella
Tristramella är ett släkte av fiskar. Tristramella ingår i familjen Cichlidae.
Kladogram enligt Catalogue of Life:
| Tristramella | \| \| Tristramella sacra \| \| \| \| \| \| Tristramella simonis \| \| \| \| |
|              | \| \| Tristramella sacra \| \| \| \| \| \| Tristramella simonis \| \| \| \| |
|              | Tristramella sacra                                                          |
|              |                                                                             |
|              | Tristramella simonis                                                        |
|              |                                                                             |